# Uikhoven
Uikhoven – dzielnica (deelgemeente) gminy Maasmechelen w Belgii, w Regionie Flamandzkim, w prowincji Limburgia, w okręgu Tongeren. 1 stycznia 2020 roku liczyła 1200 mieszkańców. Do 31 grudnia 1976 samodzielna gmina. Leży nad Mozą.

## Demografia
Liczba mieszkańców, stan na 1 stycznia:
| Rok                | 1930 | 1947 | 1961 | 2020 |
| ------------------ | ---- | ---- | ---- | ---- |
| Liczba mieszkańców | 926  | 1016 | 1217 | 1200 |